# Al otro lado del espejo
Al otro lado del espejo (Down the rabbit hole) es una obra de carácter juvenil del escritor estadounidense Peter Abrahams.
El título de la obra es difícil de comprender. Se llama de esta manera ya que en la novela se hace referencia continuamente a la obra de Lewis Carroll Alicia en el país de las maravillas. Lo que poca gente sabe es que existe una segunda parte de la obra de Carroll. En esta última novela se narran las aventuras de Alicia cuando ésta entra en un mundo a través del espejo. La obra se titula Alicia a través del espejo.

## Trama
Ingrid Levin-Hill es una chica normal. Juega al fútbol, asiste a clase y odia las mates y a la señorita Groome. Un día, al salir del dentista, y tras ver que sus padres no aparecen, acaba en casa de Katie la Chiflada, un personaje extraño, curioso, y con no muy buena fama.
Ingrid regresa a casa, pero recuerda con horror que se ha dejado sus botas rojas de fútbol en casa de Katie, quien ha aparecido asesinada.
Esta obra es la primera de la serie de novelas Los misterios de Echo Falls, que narra las aventuras de Ingrid Levin-Hill y de los habitantes del pequeño pueblo.

No pude dormirme hasta que la acabé. Una historia cargada de suspense y humor.
Stephen King

Una historia apasionante llena de humor inteligente e intriga despechada.
Daily News

## Personajes
- Ingrid Levin-Hill: Protagonista de la obra. Joven de trece años con mucha personalidad. En algunos aspectos algo inmadura y en otros totalmente lo contrario.

- Caren Levin-Hill: Madre de Ingrid. Empresaria y mujer de negocios.

- Mark Levin-Hill: Padre de Ingrid. Oficinista aficionado al fútbol americano. Siempre intenta sacar lo máximo de sus hijos.

- Joey: Amigo de Ingrid. En ocasiones se sobreentiende que estén enamorados.

- Mia y Stacy: Amigas de Ingrid.

- Vincent Dunn: Actor que representa a El Sombrero en la obra teatral.

- Kate Kovac (Katie la Chiflada): Actriz que tuvo gran éxito. La trama de la obra gira en torno a su asesinato.

- Jill Monteiro: Directora teatral.

- Ty Levin-Hill: Hermano de Ingrid. Soberbio y prepotente.

- Sr. Ferrand: Empresario y jefe del padre de Ingrid. En la obra aparece poco, pero por la descripción que Ingrid da de él siempre mira por encima del hombro.

- Chloe Ferrand: Atractiva y popular hija del señor Ferrand.

- Aylmer Levin-Hill: Padre de Mark y abuelo de Ingrid. Propietario de amplias tierras y defensor de sus principios.

- Sr. Stanley: Conductor del autobús escolar. Oculta algo sobra la Batalla del Mar de Coral.

- Comisario Strade: Padre de Joey y jefe de la policía local.

- Sr. Samuels: Periodista del periódico local El Eco. Está interesado en Ingrid.

- Entrenador Ringer: Hombre rutón encargado de entrenar al equipo de fútbol de Ingrid.

- Sta. Groome: Profesora de Álgebra Dos en la Escuela Secundaria Ferrand.

En la obra aparecen otros personajes, aunque estos son los más importantes.

## Curiosidades
- Stephen King ha publicado y patrocinado algunas ediciones de la novela, y muchas de sus críticas están impresas en la contraportada del libro.

- Peter Abrahams es un gran admirador de Ingrid Bergman, y lo deja constatado en el libro mediante continuas alusiones al nombre de la protagonista y a por qué sus padres se lo pusieron.

- La novela ganó el Agatha Award a la mejor novela ficticia para adultos.